# Glypta rhyacioniae
Glypta rhyacioniae là một loài tò vò trong họ Ichneumonidae.